# Ginostra (film 2002)
Ginostra è un film del 2002 diretto da Manuel Pradal.
Gran parte del film è stato girato nella cittadina di Baia Domizia e sull'isola di Panarea.

## Trama
Un agente dell'FBI, sua moglie e la loro figlia si recano nell'isola siciliana di Ginostra. 
L'agente dovrà risolvere l'omicidio di un testimone chiave.